# Emilie Beckmann
Emilie Beckmann (født 4. februar 1997) er en dansk svømmer. Hun fik sit store internationale gennembrud, da hun ved EM i kortbanesvømning 2017 i København vandt fire medaljer (to individuelle og to i holdkap). Hun studerer statskundskab på Københavns Universitet.